# Yórgos Kapoutzídis
Yórgos Kapoutzídis (en grec moderne : Γιώργος Καπουτζίδης), né le 31 juillet 1972 à Serrès, est un animateur de télévision, scénariste et acteur grec.
Yórgos Kapoutzídis est connu pour être le créateur de quelques programmes à succès sur la télévision grecque comme Savvatogennimenes, Sto Para Pente et Ethniki Ellados. 
Il a commenté à plusieurs reprises le Concours Eurovision de la chanson pour la télévision publique grecque.